# Permorapisma fragmentatum
Permorapisma fragmentatum là một loài côn trùng trong họ Permithonidae thuộc bộ Neuroptera. Loài này được Vilesov & Novokshonov miêu tả năm 1994.